# Károly Brocky

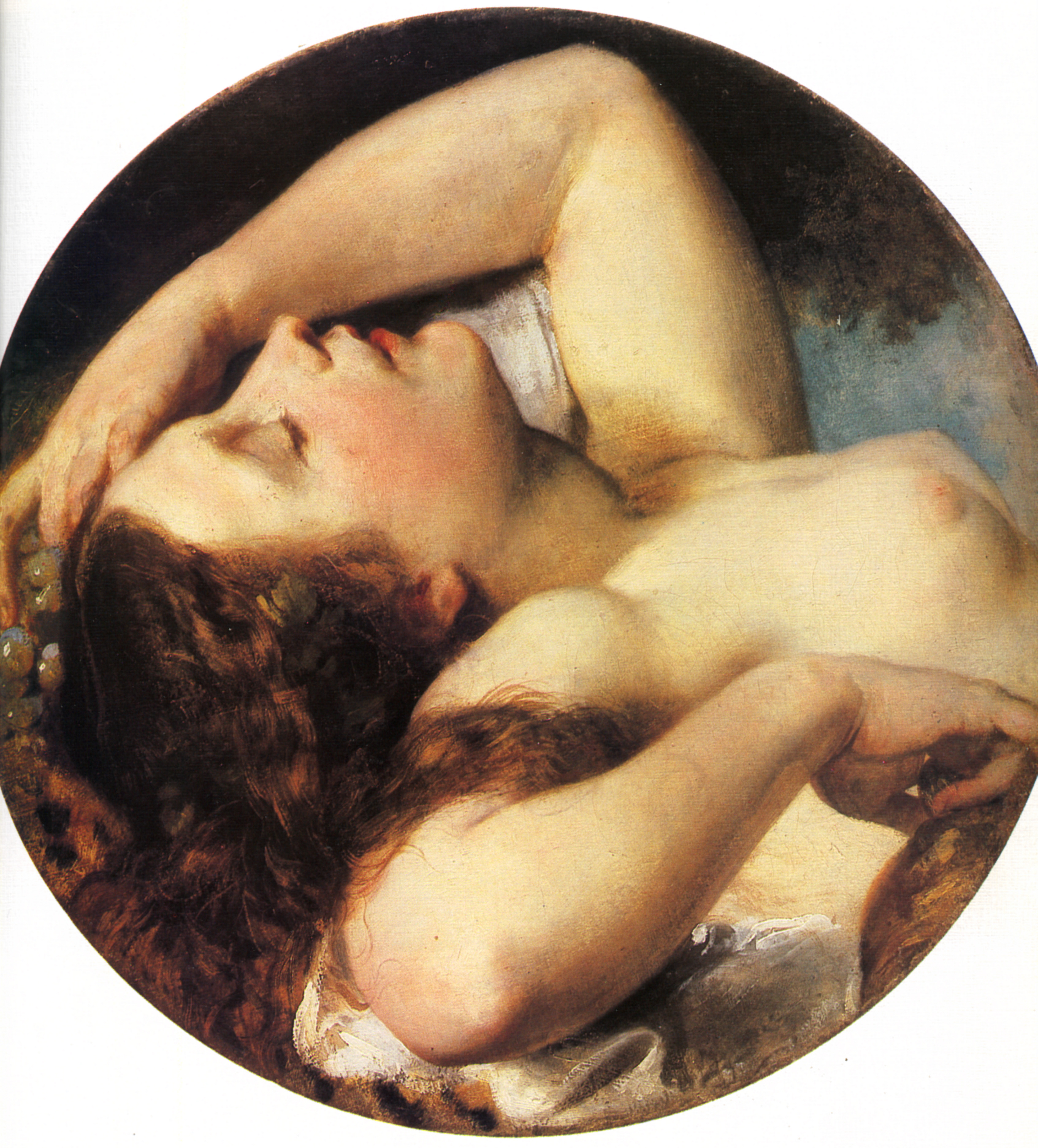
Śpiąca Bachantka, 1850

Károly Brocky (ur. 22 maja 1807 w Temesvárze, zm. 8 lipca 1855 w Londynie) – malarz węgierski działający w Anglii.
Studiował w Wiedniu i Paryżu, gdzie kopiował dzieła starych mistrzów. W 1838 osiadł na stałe w Londynie. Oprócz portretów królowej Wiktorii i księcia Alberta malował obrazy pod wpływem włoskich mistrzów renesansu. Poruszał głównie tematykę mitologiczną i religijną, malował akty i portrety pełnych życia kobiet. Jego najbardziej znane dzieła to Amor i Psyche, Wenus i Amor, Śpiąca Bachantka. Zmarł przedwcześnie w 1855.